# Volkmar Oemler
R. Volkmar Oemler (* vor 1919; † 19. Januar 1937) war ein deutscher Versicherungsdirektor.

## Leben
Oemler war von 1919 bis 1932 Generaldirektor der Leipziger Feuer-Versicherungs-Anstalt und deren Tochtergesellschaft, der Leipziger Transport- und Rückversicherungs AG. Die Leipziger Feuer-Versicherungs-Anstalt betrieb Feuer-, Glas-, Unfall-, Haftpflicht- und Einbruchdiebstahlversicherungen.
Er war zuletzt Mitglied des Aufsichtsrates der Leipziger Feuer-Versicherungs-Anstalt und stellvertretender Vorsitzender im Verwaltungsrat der Heimat Allgemeinen Versicherungs-Gesellschaft in Wien.
Zudem war Oemler Mitglied des Aufsichtsrates der Rex-Werke AG.